# Alexander Wladimirowitsch Boikow
Alexander Wladimirowitsch Boikow (russisch Александр Владимирович Бойков; * 7. Februar 1975 in Tscheljabinsk, Russische SFSR) ist ein ehemaliger russischer Eishockeyspieler, der schon in jungen Jahren nach Nordamerika ging (unter anderem zu den Milwaukee Admirals) und ab 2002 für verschiedene Klubs, unter diesen der HK Metallurg Magnitogorsk und der HK Dynamo Moskau, der Superliga respektive Kontinentalen Hockey-Liga aktiv war. Seit 2014 arbeitet er als Eishockeytrainer.

## Karriere
Alexander Boikow begann seine Karriere als Eishockeyspieler beim HK Tschelmet Tscheljabinsk in seiner Heimatstadt. Von 1993 bis 1996 spielte er in der kanadischen Juniorenliga Western Hockey League für die Victoria Cougars, die ihn beim CHL Import Draft 1993 als insgesamt 36. Spieler ausgewählt hatten, die Prince George Cougars und die Tri-City Americans. Anschließend erhielt der Verteidiger am 22. April 1996 als Free Agent einen Vertrag bei den San Jose Sharks aus der National Hockey League. Für diese spielte er allerdings nie, da er die folgenden drei Spielzeiten ausschließlich in deren Farmteam aus der American Hockey League, bei den Kentucky Thoroughblades, verbrachte. Die Saison 1998/99 beendete er jedoch bei Kentuckys Ligarivalen, den Rochester Americans. Im Juli 1999 unterschrieb der Russe ebenfalls als Free Agent bei den Nashville Predators, für die er in den folgenden drei Spielzeiten zehn Mal in der NHL auf dem Eis stand. Erneut spielte er aber fast ausschließlich in der International Hockey League, sowie nach ihrem Ligawechsel ab 2001 in der American Hockey League, für Nashvilles Farmteam Milwaukee Admirals.
Von 2002 bis 2006 spielte Boikow für den HK Metallurg Magnitogorsk in der russischen Superliga. Mit seiner Mannschaft scheiterte er in der Saison 2003/04 im Playoff-Finale um die Meisterschaft am HK Awangard Omsk und gewann 2005 den Spengler Cup. Nachdem er zwei Jahre lang bei Salawat Julajew Ufa unter Vertrag stand, mit dem er 2008 erstmals Russischer Meister wurde, verpflichtete zur Saison 2008/09 Torpedo Nischni Nowgorod aus der Kontinentalen Hockey-Liga den ehemaligen NHL-Spieler. Zur folgenden Spielzeit unterschrieb er einen Vertrag bei dessen Ligarivalen HK MWD Balaschicha. Zur Saison 2010/11 wurde der HK MWD mit dem HK Dynamo Moskau fusioniert, für den Boikow bis zum Ende der Saison 2013/14 aktiv war. Anschließend beendete er seine Karriere und wurde Trainer. Nach Stationen beim russischen Verband, beim HK Dynamo Moskau, bei SKA Sankt-Petersburg und beim HK Witjas ist er seit 2022 Assistenztrainer beim Ak Bars Kasan in der KHL.

### International
Für Russlands Junioren nahm Boikow an der U18-Junioren-Europameisterschaft 1993 und der Junioren-Weltmeisterschaft 1995 teil, bei der er mit seiner Mannschaft jeweils den zweiten Platz belegte.

## Erfolge und Auszeichnungen
- 2004 Russischer Vizemeister mit dem HK Metallurg Magnitogorsk
- 2005 Spengler-Cup-Gewinn mit dem HK Metallurg Magnitogorsk
- 2008 Russischer Meister mit Salawat Julajew Ufa
- 2012 Gagarin-Cup-Gewinn mit dem OHK Dynamo

### International
- 1993 Silbermedaille bei der U18-Junioren-Europameisterschaft
- 1995 Silbermedaille bei der Junioren-Weltmeisterschaft

## Karrierestatistik

### International
Vertrat Russland bei:
- U18-Junioren-Europameisterschaft 1993
- Junioren-Weltmeisterschaft 1995

(Legende zur Spielerstatistik: Sp oder GP = absolvierte Spiele; T oder G = erzielte Tore; V oder A = erzielte Assists; Pkt oder Pts = erzielte Scorerpunkte; SM oder PIM = erhaltene Strafminuten; +/− = Plus/Minus-Bilanz; PP = erzielte Überzahltore; SH = erzielte Unterzahltore; GW = erzielte Siegtore; 1 Play-downs/Relegation; Kursiv: Statistik nicht vollständig)